# 텔아비브 컨벤션 센터

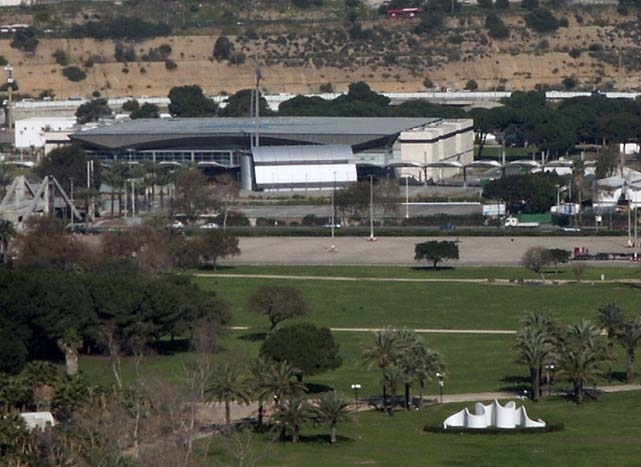

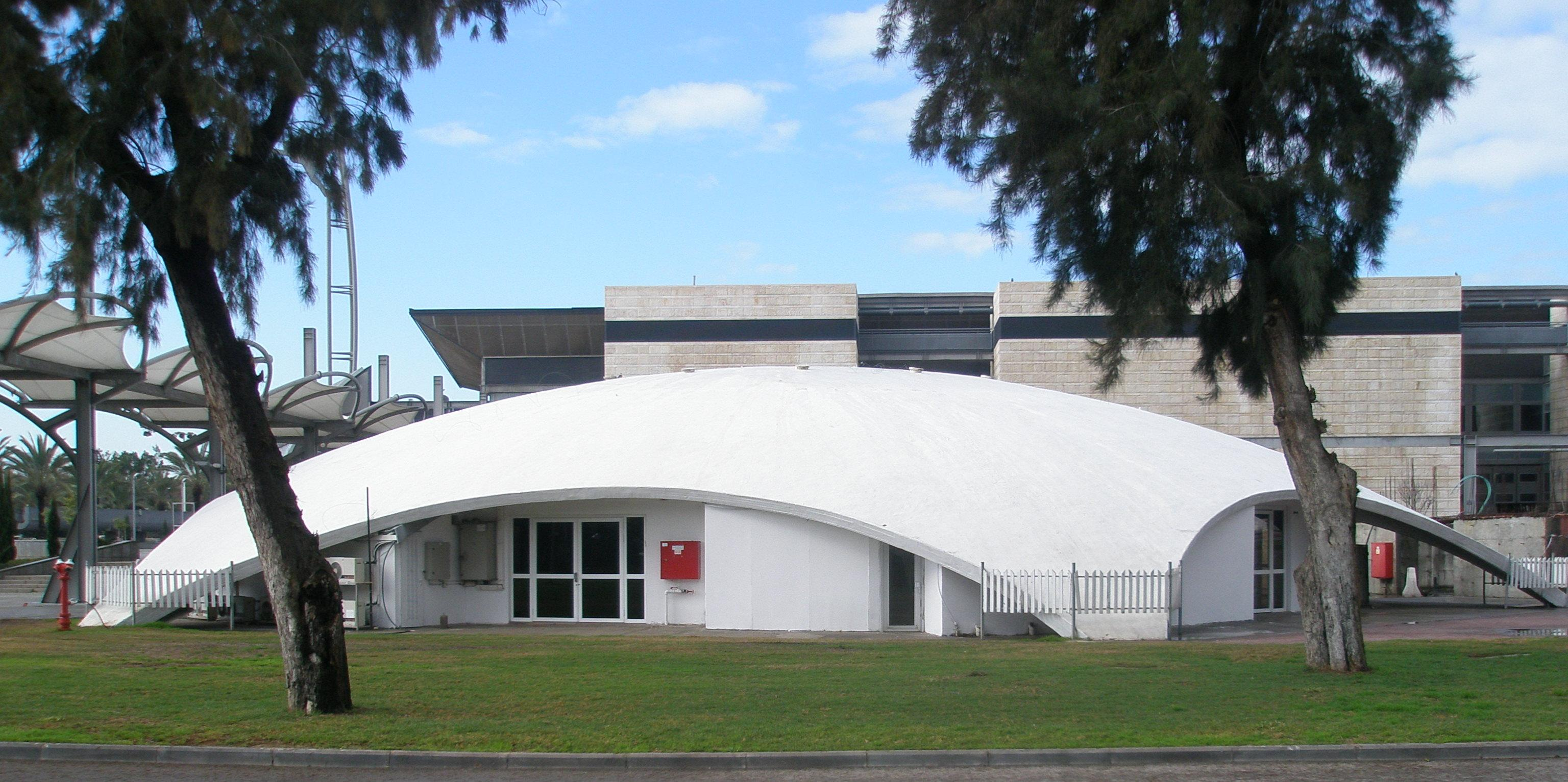

텔아비브 컨벤션 센터(히브리어: מרכז הירידים והקונגרסים בישראל)는 이스라엘 텔아비브에 위치한 컨벤션 센터로, 텔아비브 대학교와 인접해 있다.

## 같이 보기
- 레반트 페어